# マギー (食品)
マギー (Maggi) は、スイスの食品会社ネスレが1947年より販売するインスタントスープ・ヌードルの国際的ブランド。1872年にスイスのジュリアス・マギーが設立した企業に由来する。世界で最も知られているインスタントヌードル・調味料のブランドである。

## 歴史

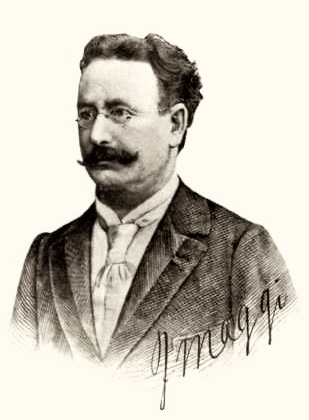
創業者ジュリアス・マギー

マギーの元となった企業は、イタリアから移り住んだミヒャエル・マギーがチューリッヒ近郊で製粉工場を始めたことに端を発する。ミヒャエルの工場は1869年に息子のジュリアスが継ぐものの、折も折労働者の健康問題ことに栄養状況の悪さが指摘されたこともあって労働者のみならずその家族も含めた栄養改善に関心を抱くことになる。当初はタンパク質の豊富なマメ科植物を原料とした食品の販売から始め、1886年にはこれをベースにしてマギーソースを発売し1908年にブイヨンキューブを発売している。この間1872年にJ. Maggi＆Cie社を設立し、1897年にはスイス国境付近のドイツの町ジンゲンにてMaggi GmbH社が設立された。
第一次世界大戦ではフランスにあった同社の事業所が敵国ドイツの出先機関として疑われて裁判にまでなり、またナチス政権下に於いてはドイツ国防軍の糧食生産を請け負うこととなるが、第二次世界大戦終結でドイツ国内の事業が連合国に接収されてしまい、結局1947年にNestlé-Alimentana S.A.（後のネスレ）の持株会社に統合された。
今日では、マギーは全世界で展開するドライスープ、調味だれ、およびインスタントヌードルのブランドとなっている。

## 主な製品

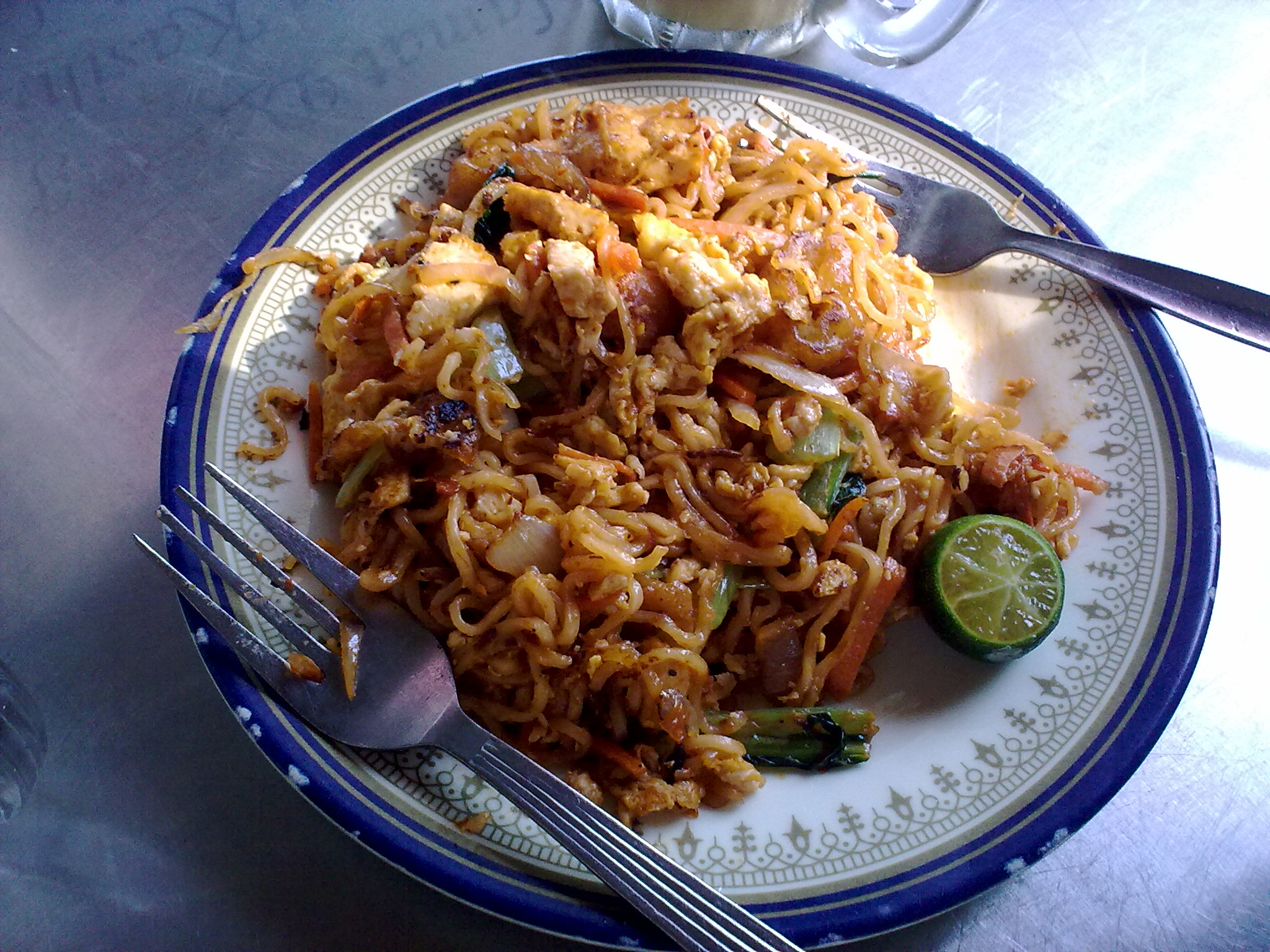
マギー・ゴレン

### ヌードル

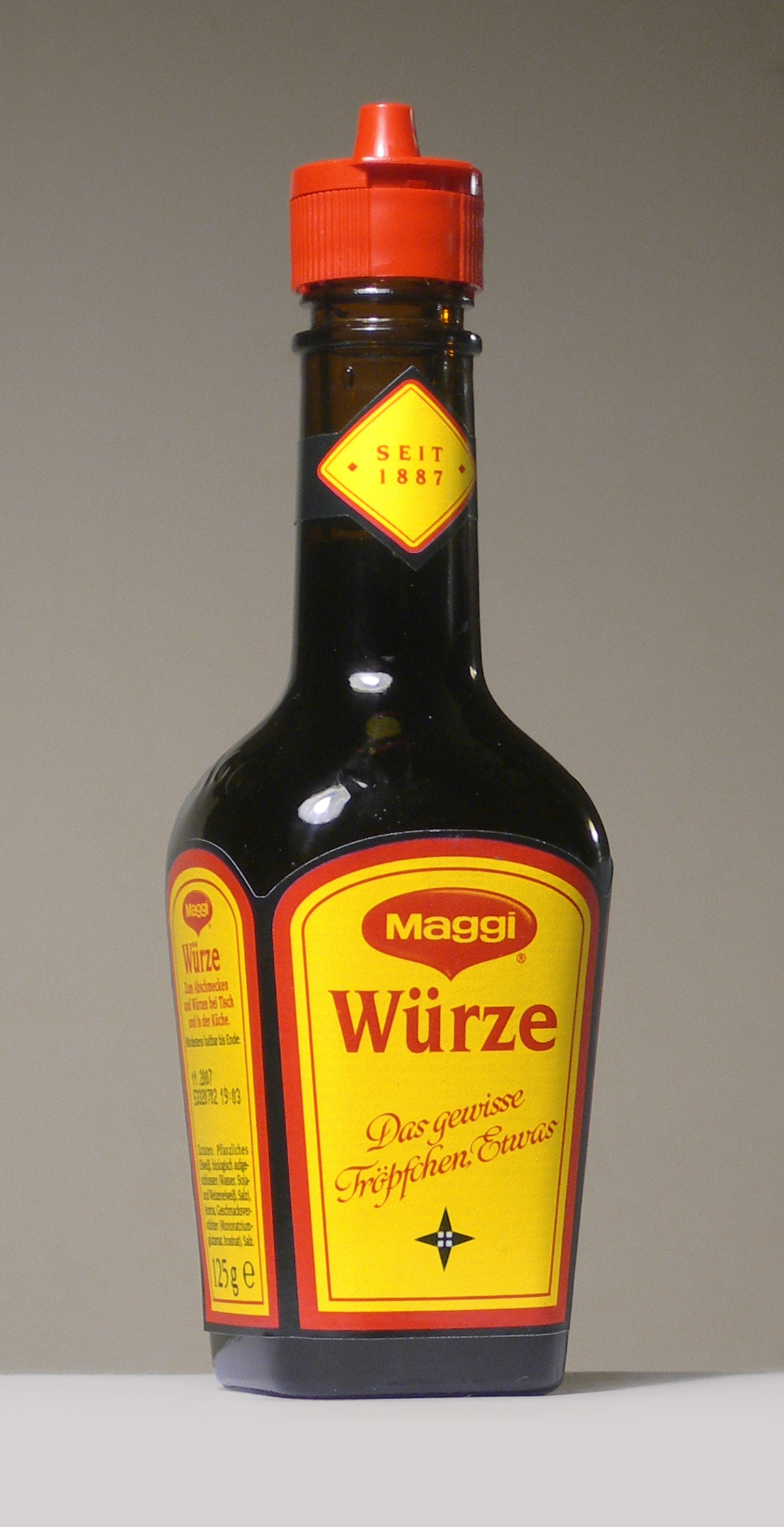
マギーソースのボトル

インドとマレーシアにおいて、マギーのインスタントヌードルはとても一般的な存在である。マレーシアではネスレのシェアは41%を占めており、マギーはインスタントヌードルの代名詞となっている。 インドにおいては60%ものシェアを占めており、同地における第一のインスタントヌードルとなっている。 マレーシアでは、マギーで作ったフライドヌードルはマギー・ゴレンと呼ばれる。

### マギーソース
マギーキューブに先立って発売された液体調味料であり、肉の代わりとして開発された。小麦と大豆を原料として発酵によってアミノ酸に分解し香料やグルタミン酸ナトリウムで味を整えている。
菊池寛は「麹町雑記」において、発明家・長山正太郎の話として、久米正雄が1927年に発表した短編小説「マギー」において同製品を褒めたことがきっかけで日本における売り上げが上がったというエピソードを紹介している。

### マギーキューブ
マギーキューブは1908年より販売されている調味料であり、マギーブイヨンとも呼ばれている。鶏や牛の出汁（ブイヨン）は世界各地の料理において一般的なため、この製品は世界に広大な市場を持っている。
西アフリカと中東の一部ではマギーキューブは調味料として広く用いられ、「その隠し味は？」「マギーキューブさ！」というキャッチコピーで知られている。